# Chuck Share
Pour les articles homonymes, voir Share (homonymie).
Chuck Share, dit Charlie Share, (né le 14 mars 1927 à Akron, Ohio, et mort le 7 juin 2012) est un joueur américain professionnel de basket-ball. Il fut le premier choix de la Draft de la NBA de l'histoire de la NBA en 1950, en étant sélectionné par les Boston Celtics. Share ne joua jamais pour les Celtics et commença sa carrière avec les Pistons de Fort Wayne et durant neuf saisons, évolua pour les Pistons, les Hawks de Milwaukee/Saint-Louis et les Lakers de Minneapolis.